# Hans Bellmer
Hans Bellmer (Katowice, 13 maart 1902 – Parijs, 24 februari 1975) was een Frans, van oorsprong Duits, fotograaf, beeldhouwer, graficus, kunstschilder en auteur.

## Leven en Werk
Als kind al ontwikkelde Bellmer grote angst en haat voor zijn tirannieke vader die ook zijn liefdevolle moeder volkomen beheerste. Samen met zijn jongere broer Fritz ontvluchtte hij deze benauwende familiesfeer in een geheime tuin, die volstond met speeltuig. In 1923 werd hij door zijn vader naar de Technische Hogeschool in Berlijn gestuurd, hoewel hij veel meer interesse had in politiek, het werk van Karl Marx en discussies met de kunstenaars van de dada-beweging.
Op aanraden van zijn leraar George Grosz verliet hij in 1925 de Technische Universiteit. Hij bezocht Parijs, waar hij in contact kwam met dadaïsten en surrealisten, en vervolgens als graficus reclames ontwierp om in zijn levensonderhoud te kunnen voorzien. In hetzelfde jaar illustreerde hij de "Antifreund" van Salomo Friedländer.
Vanaf de dertiger jaren tot zijn dood hield Bellmer zich uitsluitend bezig met erotische voorstellingen van het vrouwelijk lichaam. Hetzij in tekeningen, beelden, foto's of in grafiek - in het middelpunt stond altijd het erotiserende beeld van een vaak geschonden vrouwelijk lichaam. Op grond van de voortdurende herhaling van dit thema werden hem allerlei neurotische stoornissen toegeschreven, van fetisjisme, voyeurisme, via sadomasochisme tot pedofilie, terwijl anderen zijn werk uitsluitend als surrealisme en "anarchistisch erotische ensceneringen" bestempelden.
In 1933 construeerde Bellmer fetisjachtige poppen uit delen van etalagepoppen, gecombineerd met hout, metaal en gips – als hele lichamen of gedeelten daarvan. De foto's die hij van deze poppen in steeds andere poses maakte, stuurde hij aan Paul Éluard en André Breton in Parijs. In 1934 verscheen in het tijdschrift Minotaure zijn bekende fotoserie "La poupée", die in 1935/1936 ook in het Museum of Modern Art in New York in een surrealisme tentoonstelling werd geëxposeerd.
In 1938 emigreerde hij naar Parijs, waar hij verder werkte aan zijn poppenthema. In 1949 publiceerde hij de fotoserie "Die Spiele der Puppe".
In 1953 ontmoette hij de schrijfster Unica Zürn - die aan schizofrenie en depressies leed - met wie hij tot aan haar dood samenwerkte.
Zij namen hun intrek in Hotel L'Espérance in Parijs, waar zij geen vrienden en weinig contact hadden, nauwelijks uitgingen en zich steeds meer van de buitenwereld afkeerden.
In 1954 verscheen in Frankrijk l'Histoire d'O met een ets van Bellmer op het titelblad. Zowel in 1959 als in 1964 werd Bellmer uitgenodigd voor de documenta II en de Documenta III in Kassel. In 1970 wierp Unica Zürn zich uit het raam van hun woning in Parijs. Bellmer stierf in 1975 eenzaam. Hij werd begraven op Père-Lachaise.
Als vertegenwoordiger van het magisch realisme heeft hij invloed gehad op kunstenaars als Paul Wunderlich und Horst Janssen.
Het handelsmerk van Bellmer is het potlood - al liet hij zich ook wel tot andere technieken verleiden - en de erotiek - al tekende hij ook portretten en ontwierp hij een Marcel Duchamp-postzegel. Vloeiende lijnen doen het erotische spel eer aan, arabesken van lichamen die als het ware genieten van de eigen vormen, van de gewaagde poses, van de afgebeelde intimiteit.
Ver verwijderd van de zelfdestructieve houding van Egon Schiele schetste hij fantasmen en orgasmen, die in hun ironie verwant zijn met Aubrey Beardsley maar diens anekdotiek overstijgen. Figuur, vorm, pose en intimiteit worden één en vloeien in elkaar tot suggestie.
Zijn werken worden tot het surrealisme gerekend.

## Musea
Werken zijn onder meer in de volgende musea te zien:
- Museum of Modern Art en Metropolitan Museum of Art in New York
- Tate Gallery in Londen

## Tentoonstellingen
- Hans Bellmer - Louise Bourgeois Double Sexus 24 april t/m 15 augustus 2010, Nationalgalerie Berlijn
- Hans Bellmer - Louise Bourgeois Double Sexus 11 september 2010 t/m 16 januari 2011 in het Gemeentemuseum Den Haag[1]